# Richard Dollinger

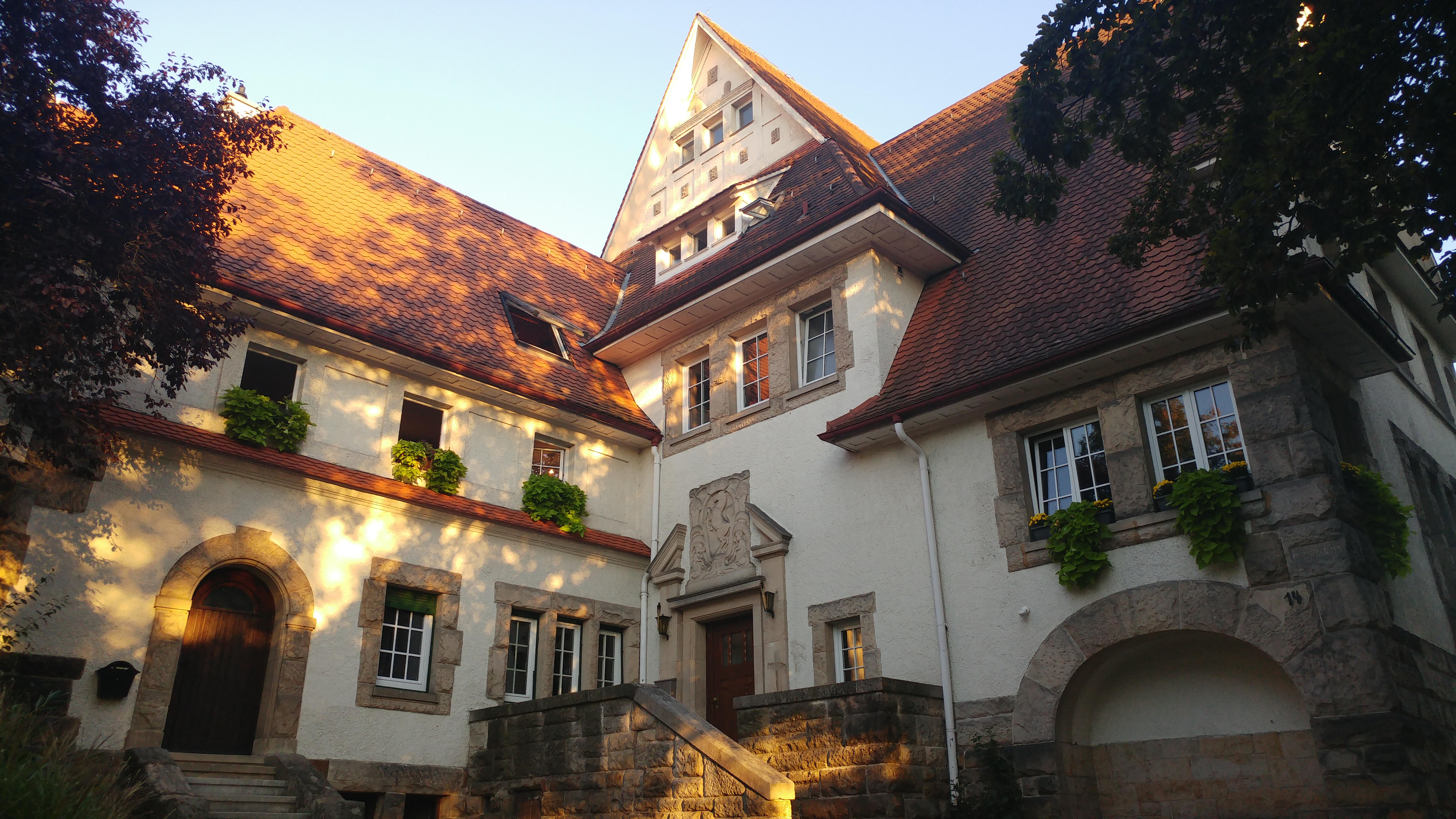
Akademische Gesellschaft Stuttgardia, Tübingen

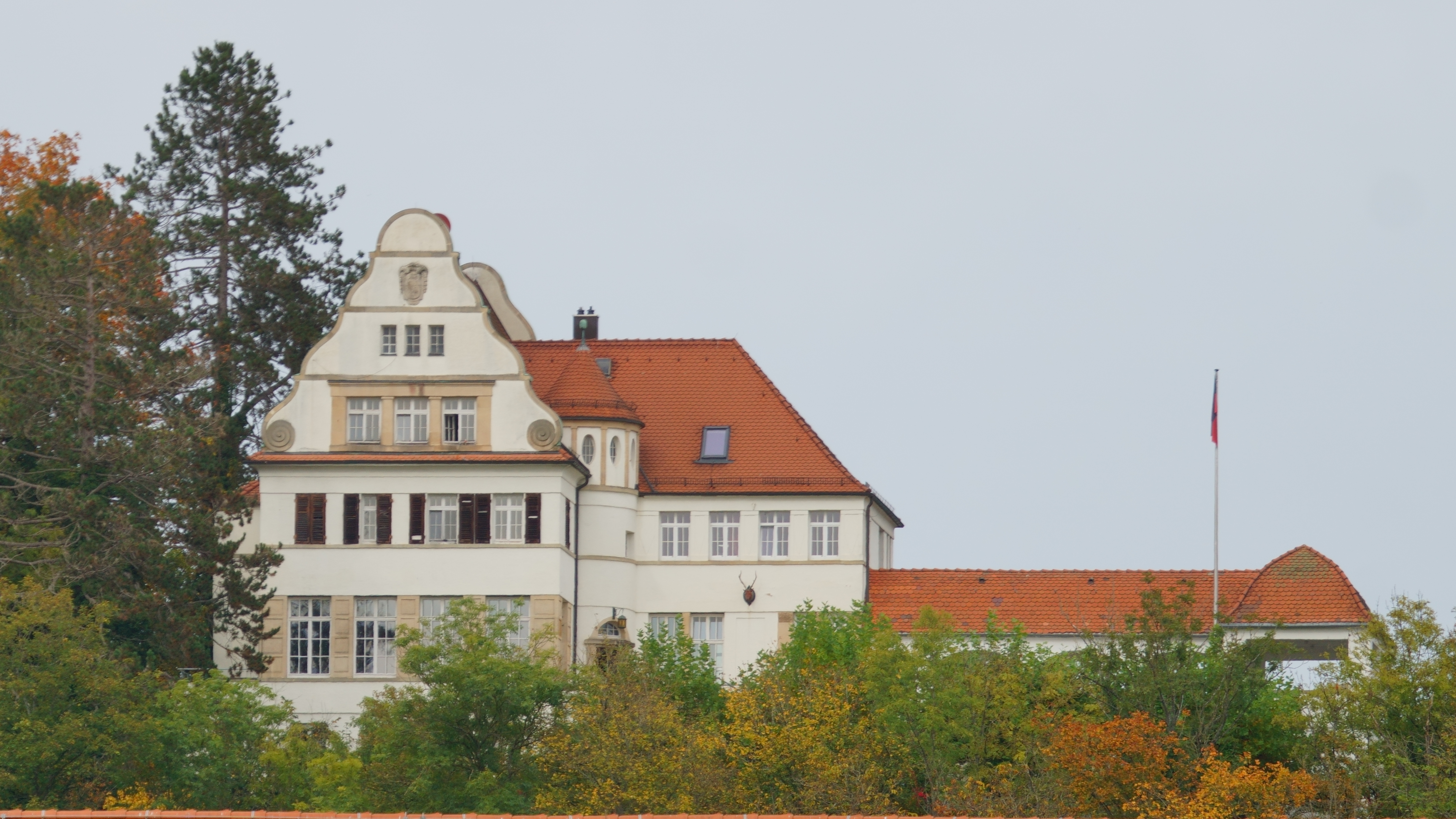
A.V. Virtembergia, Tübingen

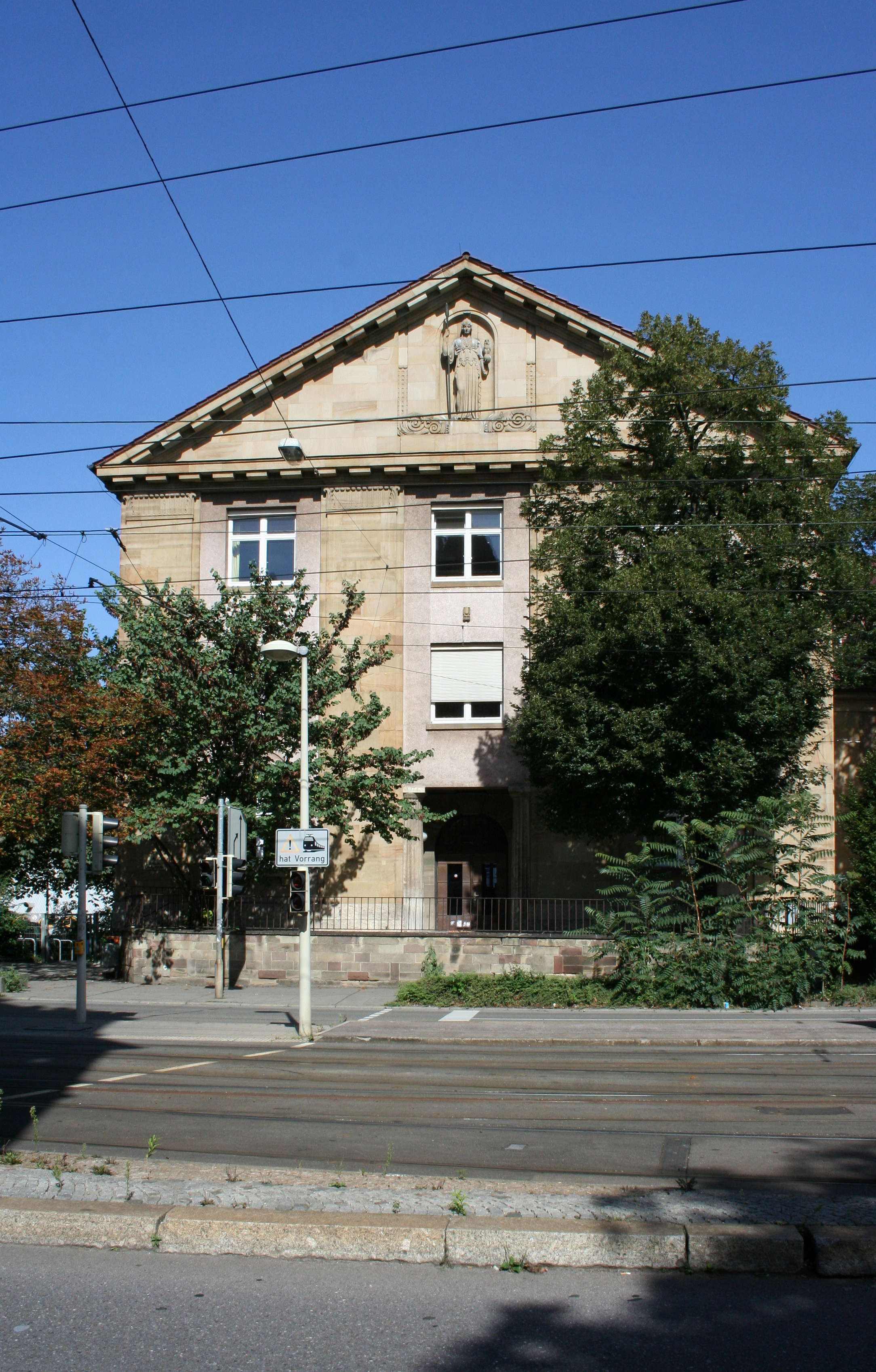
Zeppelin-Gymnasium Stuttgart

Richard Dollinger (* 11. Juli 1871 in Stuttgart; † 11. Dezember 1954 ebenda) war ein Architekt und Regierungsbaumeister in Stuttgart.

## Leben
Er studierte unter anderem bei seinem Vater Konrad von Dollinger (1840–1925) und Gustav Halmhuber (1862–1936) am Stuttgarter Polytechnikum. Studienreisen führten ihn in die Niederlande, nach Italien und Frankreich. Er errichtete öffentliche Gebäude und Wohnbauten in Stuttgart und Umgebung, die vor dem Ersten Weltkrieg meist  der Reformarchitektur zuzurechnen sind und von ihm oft mit Formen des Neobarock und Elementen des Jugendstils verbunden wurden. Beispiele von Dollingers Wirken in Stuttgart: Zeppelin-Gymnasium (1912), Entwurf des Bocksprungbrunnens (1912, Skulptur von Daniel Stocker), Umbau und Sanierung des Altstadtblocks Eberhard-/Nadler-/Steinstraße.
In Tübingen baute er mehrere Verbindungshäuser, so die Normannia (1905), Stuttgardia (1909), Rothenburg (1910) und Virtembergia (1912). „Entscheidend für die Entwicklung Dollingers und seines Verständnisses von ‚Verbindungsarchitektur‘ dürfte der Einfluss seines Lehrers, des in Berlin ansässigen  Alfred Messel, gewesen sein.“

## Schriften
- Über studentische Verbindungshäuser. In: Der Baumeister, Jg. 12 (1913/14), Heft 11, März 1914, S. 41–44.

## Weblinks

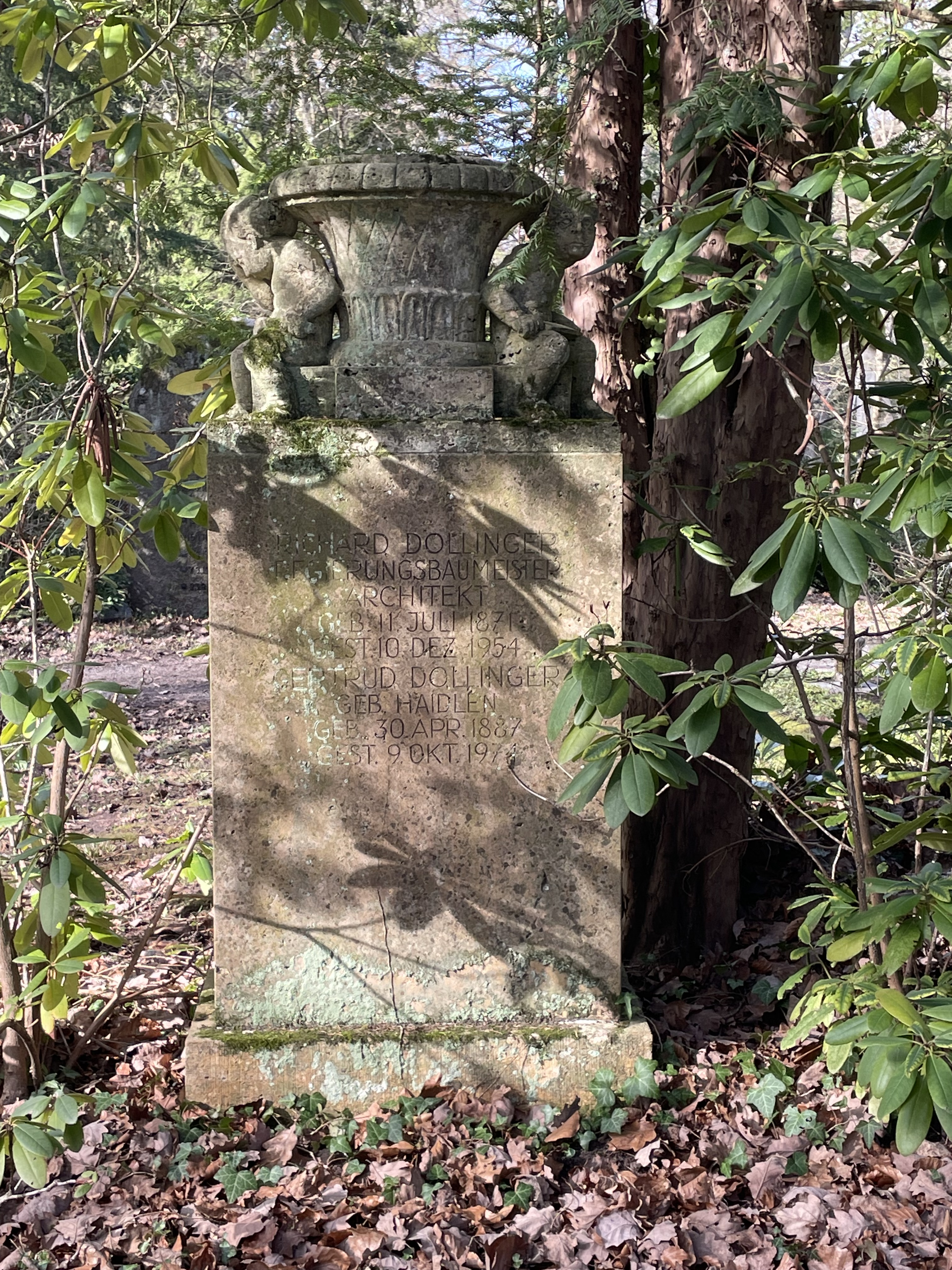
Grab von Richard Dollinger auf dem Waldfriedhof Stuttgart